# Editorial Maga
Maga fue una editorial española, ubicada en Valencia, que perduró desde 1951 a 1986 y cuyo nombre es un acrónimo de Manuel Gago, su fundador. Hasta 1966 se dedicó fundamentalmente a la producción de tebeos, convirtiéndose en uno de los puntales de la denominada Escuela Valenciana. Optó luego por otros productos de la cultura popular, como los álbumes de cromos.

## Características
La Editorial Maga mostró una personalidad propia que la distinguía de otras editoriales coetáneas: 
- No diversificó su oferta produciendo novelas populares o revistas, sino que se centró exclusivamente en los cuadernos de aventuras.[1]
- Una confección cuidada,[2] evidente en el uso de iconografías y grafismos distintivos para las portadas de cada una de sus series.[3]
- Ciertas constantes argumentales, que el investigador Pedro Porcel recoge en pocas palabras:

exotismo a raudales, acción, mantenimiento de un cierto tono melodramático, respeto a las convenciones narrativas y convicción de que sólo lo extraordinario merece ser contado.

## Trayectoria

### Orígenes y consolidación (1950-1957)
En 1950, sin dejar de trabajar para Editorial Valenciana, Manuel Gago fundó la efímera Editorial Garga, junto a sus hermanos Pablo y Gago, su padre y un socio de este. Al año siguiente, la familia Gago lanzó la editorial Maga, controlada ya exclusivamente por ellos mismos, y en la que Miguel Quesada ejercía labores de director artístico. 
Tras el peculiar "Leyenda y Fantasía", un tebeo de hadas que en nada se parecería a sus productos más típicos, la editorial Maga se afianzó con dos series de los hermanos Quesada, Pacho Dinamita y Tony y Anita, aunque todavía incidía en los tebeos autoconclusivos, seguramente por influencia de las exitosas Roberto Alcázar y Pedrín o Hazañas Bélicas. Al mismo tiempo, dio a conocer a otra pareja de hermanos, José (Juan Bravo y sus Chicos) y Leopoldo Ortiz (El Príncipe Pablo).
A partir de 1954, el propio Manuel Gago empezó a aportar sus propias series, conforme se iba desligando de Valenciana: El As de Espadas (1954), El Capitán España (1955), El Defensor de la Cruz 81956) y, ya en 1957, El Paladín Audaz, El Club de los Cinco, Puño de Hierro y El Capitán Valiente. La editorial terminó de consolidarse, sin embargo, gracias al éxito de Pantera Negra (1956) de Pedro Quesada y José Ortiz y El Pequeño Héroe (1957), de origen italiano.

### Esplendor (1958-1962)
A finales de los 50, Maga empezó a apostar por personajes más desenfadados y menos dramáticos, en consonancia con los cambios que El Capitán Trueno (1956) había desencadenado. Aumentó también su oferta de colecciones, intentando acaparar el mercado, y logrando tres auténticos hitos en 1958: Apache, donde resaltó la labor de Luis Bermejo; Pequeño Pantera Negra y Bengala. Al año siguiente, Manuel Gago se desquitaba con El Corsario sin Rostro, El Aguilucho y sobre todo Piel de Lobo.
A principios de los años 60, la editorial lanzó "Muchachas" (1960) y "Selecciones Maga" (1961), adscritas a la tendencia del "tebeo sentimental-próximo", que había inaugurado en 1958 "Rosas Blancas" de Toray. Hubo nuevos éxitos, como el El Coloso (1960), Olimán (1961) y Flecha Roja (1962).

### Decadencia (1963-1986)
En 1963, tras el exceso de años anteriores, se redujo el número de lanzamientos, además de abundar el material importado y las reediciones. A pesar de la consolidación de autores interesantes como Eustaquio Segrelles y éxitos como África, las colecciones de cuadernos de aventuras se derrumbaron, a causa de la implantación de la televisión y el repunte de la censura motivado por la llegada de María Consuelo Reyna a la Delegación en Valencia de la Comisión de Información y Publicaciones Infantiles y Juveniles.
Tras probar con revistas juveniles (Pantera Negra y Flecha Roja), la Editorial Maga dejó de editar cómics en 1966, centrándose en los álbumes de cromos hasta su cierre en 1986.

## Colecciones de tebeos
Se recogen a continuación las series más exitosas de Editorial Maga por orden cronológico:
| Título                   | Año       | Guionista                     | Dibujante                                             | Números | Tamaño          | Precio facial en pesetas | Comentario |
| ------------------------ | --------- | ----------------------------- | ----------------------------------------------------- | ------- | --------------- | ------------------------ | --- |
| Leyenda y fantasía       | 1951      | Pedro Quesada                 | Manuel Gago, Pablo Gago, Miguel Quesada               | 12      | 16 x 22         | 1                        | - |
| Pistolero justiciero, El | 1951      | Pedro Quesada                 | Manuel Gago                                           | 12      | 24 x 17         | 1'50                     | Inédito de la Editorial Garga |
| Espía, El                | 1951      |                               | VV. AA.                                               | 25      | 17 x 24         | 1'25                     | |
| Capitán Don Nadie, El    | 1951      | Pedro Quesada                 | José Ortiz                                            | 19      | 17 x 24         | 1'25                     | |
| Pacho Dinamita           | 1951      | Pedro Quesada                 | Miguel Quesada, Serchio                               | 139     | 17 x 24         | 1'25                     | |
| Sargento Invencible, El  | 1951      | Pedro Quesada                 | Miguel Quesada                                        | 12      | 24 x 17         | 1'25                     | Realizada para la Editorial Garga                                                                                                 |
| Tony y Anita             | 1951      | Pedro Quesada                 | Miguel Quesada Manuel Gago                            | 153     | 17 x 24         | 1'25                     | |
| Juan Bravo y sus chicos  | 1953      | Pablo Gago                    | José Ortiz                                            | 33      | 17 x 24         | 1'25                     | |
| Jungla                   | 1953      | Pablo Gago                    | José Ortiz                                            | 33      | 17 x 24         | 1'50                     | |
| Príncipe Pablo, El       | 1953      | Pablo Gago                    | Leopoldo Ortiz                                        | 25      | 17 x 24         | 1'25                     | |
| Dan Barry el Terremoto   | 1954      | Leopoldo Ortiz, Pedro Quesada | José Ortiz José González Igual                        | 76      | 17 x 24         | 1'25                     | |
| As de Espadas, El        | 1954      | Federico Amorós               | Manuel Gago                                           | 30      | 17 x 24         | 1'25                     | |
| Renegado, El             | 1954      | Pedro Quesada                 | José Ortiz                                            | 21      | 17 x 24         | 1'25                     | Con su número 3, cambió su título a Sebastián Vargas                                                                              |
| Terciopelo Negro         | 1954      | Federico Amorós               | Leopoldo Ortiz                                        | 25      | 17 x 24         | 1'25                     | |
| Balín                    | 1955      | Pedro Quesada                 | José Ortiz                                            | 30      | 17 x 24         | 1'25                     | |
| Capitán España, El       | 1955      | Manuel y Pablo Gago           | Manuel Gago                                           | 32      | 17 x 24         | 1'25                     | |
| Carlos de Alcántara      | 1955      | Leopoldo Ortiz                | Leopoldo Ortiz                                        | 38      | 17 x 24         | 1'25                     | |
| Cartucho y Patata        | 1956      | Santia                        | Vicente Ramos                                         | 25      | 17 x 24         | 1'25                     | |
| Defensor de la Cruz, El  | 1956      | Pablo Gago, Pedro Quesada     | Manuel Gago                                           | 54      | 17 x 24         | 1'25                     | |
| Don Pedro Conde          | 1956      | Pablo Gago                    | Manuel Gago                                           | 12      | 17 x 24         | 1'25                     | |
| Pantera Negra            | 1956      | José Ortiz Pedro Quesada      | José Ortiz Miguel Quesada                             | 54      | 17 x 24         | 1'25                     | |
| Roque Brío               | 1956      | Pedro Quesada                 | Luis Bermejo                                          | 8       | 17 x 24         | 1'25                     | |
| Capitán Valiente, El     | 1957      | Manuel Gago                   | Manuel Gago                                           | 22      | 17 x 24         | 1'50                     | |
| Club de los Cinco, El    | 1957      | Manuel Gago, Pedro Quesada    | Manuel Gago                                           | 36      | 17 x 24         | 1'25                     | |
| Paladín Audaz, El        | 1957      | Manuel Gago Pablo Gago        | Manuel Gago                                           | 35      | 17 x 24         | 1'25                     | |
| Pequeño Héroe, El        | 1957      |                               | Guzzon, Sartoris, Sinchetto                           | 120     | 17 x 24         | 1'50                     | Historieta italiana |
| Puño de Hierro           | 1957      | Pedro Quesada                 | Manuel Gago                                           | 35      | 17 x 24         | 1'25                     | |
| Apache                   | 1958 1959 | Pedro Quesada Pedro Quesada   | Luis Bermejo Luis Bermejo                             | 56 76   | 17 x 24 17 x 24 | 1'50 1'50                | Se hicieron 2 series sucesivas en Apache. A partir del n.º 66 de la 2.ª parte su precio fue de 2 pesetas                          |
| Atletas                  | 1958      | Pedro Quesada                 | José Ortiz                                            | 7       | 17 x 24         | 1'75                     | Su primer número incluía gratuitamente el primero de "El Caballero de la Rosa"                                                    |
| Audaces Legionarios      | 1958      | Juan Antonio de Laiglesia     | Leopoldo Ortiz                                        | 42      | 17 x 24         | 1'50                     | |
| Bengala                  | 1958      | Pedro Quesada                 | Leopoldo Ortiz                                        | 54      | 17 x 24         | 1'25                     | |
| El Caballero de la Rosa  | 1958      | Leopoldo Ortiz                | Leopoldo Ortiz                                        | 7       | 23 x 17         | 1'25                     | Primer número entregado gratuitamente con el primero de "Atletas"                                                                 |
| Duque Negro, El          | 1958      | Pedro Quesada                 | José Ortiz, Manuel Gago                               | 42      | 17 x 24         | 1'50                     | |
| Marcos                   | 1958      | Pedro Quesada                 | Manuel Gago                                           | 30      | 17 x 24         | 1'50                     | |
| Pequeño Pantera Negra    | 1958      | Pedro Quesada                 | VV. AA.                                               | 275     | Vario           | 1'50                     | Continua la numeración de Pantera Negra                                                                                           |
| Tres Bill, Los           | 1958      |                               | Roy d'Ami                                             | 37      | 24 x 17         | 1'50                     | Historieta italiana |
| Aguilucho, El            | 1959      | Manuel Gago                   | Manuel Gago                                           | 68      | 17 x 24         | 1'50                     | |
| Don Z                    | 1959      | Federico Amorós               | Serchio                                               | 90      | 16 x 23         | 1'50                     | |
| Piel de lobo             | 1959      | Juan Antonio de Laiglesia     | Manuel Gago                                           | 90      | 17 x 24         | 1'50                     | |
| Corsario sin Rostro, El  | 1959      | Manuel Gago Federico Amorós   | Manuel Gago                                           | 42      | 17 x 24         | 1'50                     | |
| Gavilán, El              | 1959      | Federico Amorós               | Antonio Guerrero                                      | 25      | 8 x 17          | 1'50                     | |
| Coloso, El               | 1960      | Juan Antonio de la Iglesia    | Manuel López Blanco                                   | 83      | 15 x 21         | 1'50                     | A partir de su número 36, fue rebautizada como El Príncipe de Rodas                                                               |
| Huracán                  | 1960      | De la Iglesia                 | José Ortiz Manuel López Blanco                        | 20      | 17 x 24         |                          | |
| Jim Alegrías             | 1960      | Pedro Quesada                 | Manuel Gago                                           | 69      | 17 x 24         | 1'50                     | |
| Johnny Fogata            | 1960      | Pedro Quesada                 | VV. AA.                                               | 80      | 15 x 21         |                          | |
| Rayo de la Selva         | 1960      |                               | VV. AA.                                               | 83      | 17 x 24         | 1'50                     | |
| Cruzado Negro, El        | 1961      | Manuel Gago Federico Amorós   | Manuel Gago                                           | 56      | 17 x 24         | 1'50                     | Se inició el n.º 1 con un precio especial de 0,50 ptas., pasando a 1,50 ptas. hasta el n.º 9 y el resto hasta el n.º 56 a 2 ptas. |
| Cuadrilla, La            | 1961      | Claudio Tinoco                | Claudio Tinoco Segrelles                              | 45      | 17 x 24         | 1'50                     | |
| Duende, El               | 1961      |                               | Francisco Jesús Serrano                               | 60      | 17 x 24         | 1'50                     | |
| Hacha y Espada           | 1961      |                               | Armando                                               | 58      | 17 x 24         | 1'50                     | |
| Hombres Heroicos         | 1961      | Manuel Gago                   | Manuel Gago                                           | 30      | 17 x 24         |                          | |
| Inspector H, El          | 1961      | Buylla                        | José Pérez Fajardo Buylla                             | 34      | 17 x 24         | 2                        | |
| León Marino, El          | 1961      | Claudio Tinoco                | Claudio Tinoco Gigarpe                                | 24      | 17 x 24         | 2                        | |
| Oliman                   | 1961      | José Pérez Fajardo            | José Pérez Fajardo                                    | 105     | 15 x 21         | 1'50 a 2                 | |
| Ranchero, El             | 1961      | Federico Amorós               | Serchio                                               | 32      | 17 x 24         | 2                        | |
| Aquiles                  | 1962      | Pedro Quesada                 | Eustaquio Segrelles                                   | 36      | 12 x 16         | 1                        | |
| Castor                   | 1962      | Manuel Gago                   | Manuel Gago                                           | 42      | 11 x 16         | 1                        | |
| Coraza                   | 1962      | Pedro Quesada                 | José Pérez Fajardo Francisco Jesús Serrano            | 64      | 17 x 24         | 2                        | |
| Espíritu de la Selva, El | 1962      | De Laiglesia                  | Manuel López Blanco Francisco Jesús Serrano           | 90      | 21 x 15         | 2                        | |
| Flecha Roja              | 1962      | Pedro Quesada                 | Sánchez Avia                                          | 79      | 17 x 24         | 2                        | |
| Gran Bush, El            | 1962      | Manuel Gago                   | Manuel Gago                                           | 35      | 16 x 11         | 1                        | |
| Defensor de la Cruz, El  | 1963      |                               | Gigarpe                                               | 20      | 15 x 21         | 5                        | |
| Defensor Negro, El       | 1963      |                               | Paul Payne                                            | 61      | Vario           | 5                        | |
| Espía                    | 1963      | VV. AA.                       | VV. AA.                                               | 78      | 17 x 24         | 5                        | Material de la británica Bardon Art                                                                                               |
| Imbatidos, Los           | 1963      | Pedro Quesada                 | Eustaquio Segrelles                                   | 30      | 15 x 21         | 5                        | |
| Terremoto Marino, El     | 1963      | Pablo Gago                    | Manuel Gago                                           | 48      | 15 x 20         | 2                        | |
| África                   | 1964      | -                             | Francisco Jesús Serrano Rafael Boluda Vidal L. Catalá | 74      | 15 x 21         | 2                        | |
| Coraza de Castilla       | 1964      |                               | Laffond                                               | 43      | 15 x 20         | 2                        | |
| Espíritu del Oeste       | 1964      | Pedro Quesada                 | VV. AA.                                               | 46      | 15 x 21         | 2                        | |
| Kas-Thor, el Vikingo     | 1964      |                               | Don Lawrence                                          | 62      | 15 x 21         | 2                        | Historieta británica |
| Martín Gaucho            | 1964      |                               | VV. AA.                                               | 50      | 15 x 21         | 2                        | |
| Mi tío y yo              | 1964      | Pablo Gago                    | Manuel Gago                                           | 49      | 28 x 21         | 3                        | |
| Californiano, El         | 1965      | -                             | Sánchez Avía Armando                                  | 22      | 18 x 20         | 2                        | |
| Johnny Pacífico          | 1965      |                               | Eustaquio Segrelles Miguel Roselló                    | 31      | 18 x 20         | 2                        | |
| Libertador, El           | 1965      |                               | Leopoldo Ortiz                                        | 30      | 18 x 21         | 2                        | |
| Sahib Tigre              | 1965      |                               | Eustaquio Segrelles                                   | 45      | 15 x 21         | 2                        | |
| Acróbata Terremoto, El   | 1966      | Manuel Gago                   | Manuel Gago                                           | 7       | 21 x 28         | 3                        | Última colección de Maga |

## Colecciones de cromos
| Título                            | Tamaño | N.º cromos | Texto         | Dibujo                      | Páginas | Precio     | Año  | Comentario |
| --------------------------------- | ------ | ---------- | ------------- | --------------------------- | ------- | ---------- | ---- | ---------- |
| África y sus habitantes           | 21x28  | 216        | Pedro Quesada | Luis Bermejo, Matías Alonso | 44      |            | 1965 |            |
| Vida y costumbres de los vikingos |        |            |               |                             |         |            | 1965 |            |
| La naturaleza y el hombre         |        | 336        |               | F. J. Catalá                |         |            | 1967 |            |
| Cromhistoria                      |        | 216        |               |                             | 45      | 10 pesetas | 1967 |            |
| América y sus habitantes          |        | 252        |               | L. Catalá                   |         |            | 1968 |            |
| Zoología y botánica               |        | 288        |               | Francisco Jesús Serrano     |         |            | 1969 |            |
| Animales y minerales              |        | 290        |               | Francisco Jesús Serrano     |         | 10 pesetas | 1970 |            |
| Arte                              |        | 290        |               |                             |         |            | 1971 |            |
| Ciencias                          |        | 290        |               | Francisco Jesús Serrano     |         |            | 1971 |            |
| Asia y sus habitantes             |        | 252        |               | Francisco Jesús Serrano     |         |            | 1972 |            |
| Muñecas, ¡Vísteme tú!             |        | 394        |               |                             |         |            | 1973 |            |
| Mis modelos                       |        | 324        |               |                             |         |            | 1975 |            |
| Futbol                            |        |            |               |                             |         |            | 1975 |            |
| Panorama                          |        | 270        |               | Francisco Jesús Serrano     |         |            | 1976 |            |
| Trajes típicos de todo el mundo   |        | 256        |               | Francisco Jesús Serrano     |         |            | 1977 |            |
| Hechos y soldados del siglo XX    |        | 297        |               | Francisco Jesús Serrano     |         |            | 1977 |            |
| Fútbol temporada 78/79            |        |            |               |                             |         |            | 1978 |            |
| Galáctica                         |        | 243        |               |                             |         |            | 1978 |            |
| Familias                          |        | 270        |               | Francisco Jesús Serrano     |         |            | 1978 |            |
| Visión de la naturaleza           |        | 270        |               | Francisco Jesús Serrano     |         |            | 1978 |            |
| El guerrero del antifaz           |        | 192        |               |                             |         |            | 1979 |            |
| Grèase                            |        | 216        |               |                             |         |            | 1979 |            |
| Mundo en guerra                   |        | 270        |               | Francisco Jesús Serrano     |         |            | 1979 |            |
| Pase de modas                     |        | 394        |               |                             |         |            | 1979 |            |
| Historia-Ficción                  |        | 266        |               |                             |         | 25 pesetas | 1980 |            |
| Vivimos y jugamos                 |        | 256        |               |                             |         |            | 1981 |            |
| La vuelta al mundo de Willy Fog   |        | 200        |               |                             |         |            | 1983 |            |
| Otros mundos                      |        | 243        |               |                             |         | 50 pesetas | 1984 |            |
| V                                 |        | 243        |               |                             |         | 60 pesetas | 1985 |            |
| Automóviles                       |        | 216        |               |                             |         | 1 Peseta   | ?    |            |